# تيم هغ
تيم هغ هو متزحلق سويسري، ولد في 11 أغسطس 1987 في سولوتورن في سويسرا.

## وصلات خارجية
- تيم هغ على موقع الاتحاد الدولي للتزلج (التزلج الريفي) (الإنجليزية)
- تيم هغ على موقع الاتحاد الدولي للتزلج (القفز التزلجي) (الإنجليزية)
- تيم هغ على موقع الاتحاد الدولي للتزلج (التزلج النوردي المزدوج) (الإنجليزية)
- تيم هغ على موقع اللجنة الأولمبية الدولية (الإنجليزية)
- تيم هغ على موقع أوليمبيديا (الإنجليزية)